# 韓粉

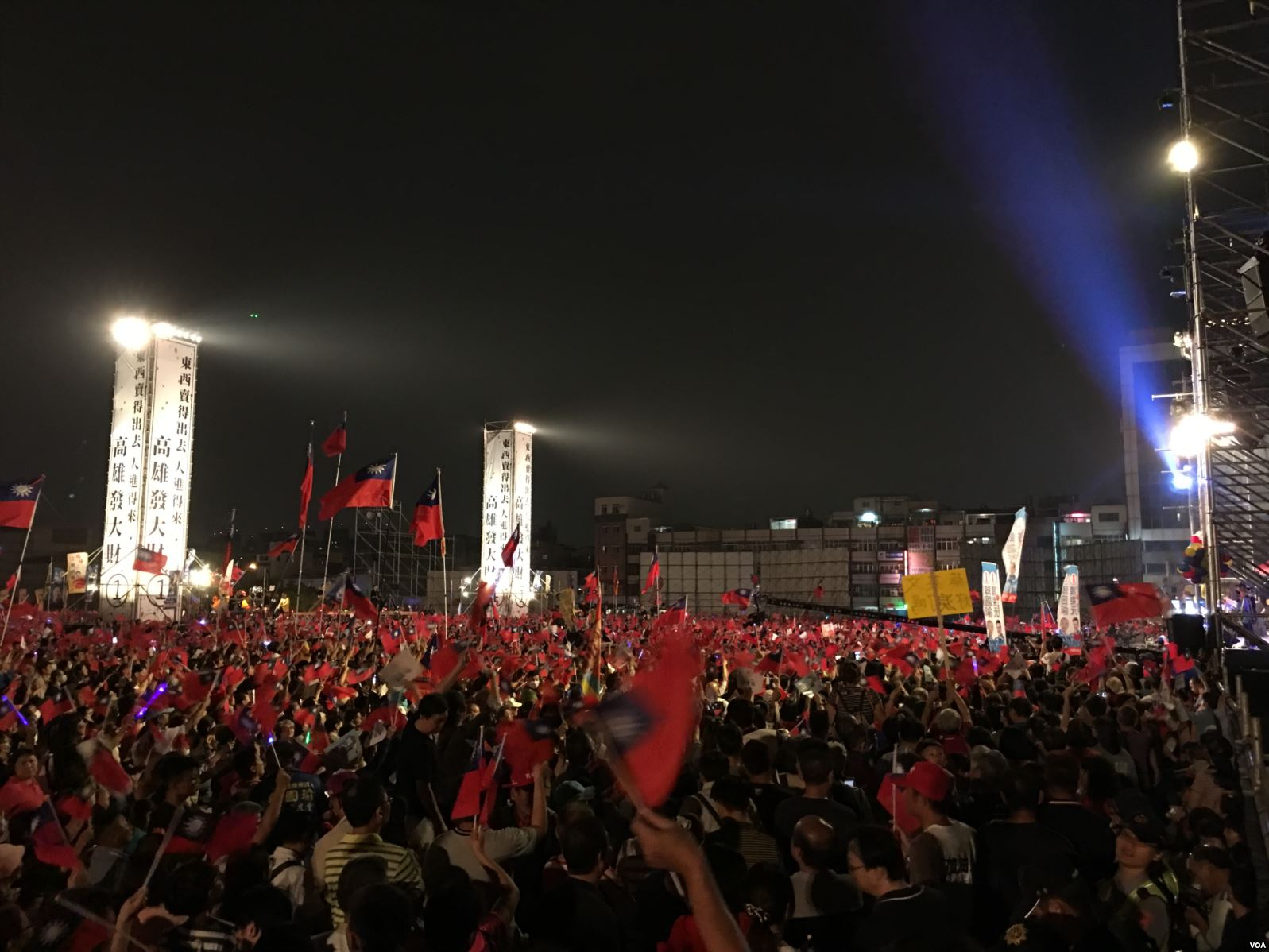
2018年11月17日，大批支持者到场参加韩国瑜在高雄鳳山的竞选晚会

韓粉是韓國瑜代表中國國民黨競選2018年高雄市市長選舉後，台灣社會開始於2019年對韓國瑜粉絲（支持者）及其群體的一種稱呼。隨著韓國瑜被外界貼上「草包」等負面標籤，韓粉逐漸被汙名化，爾後台灣社會常用「韓粉」一詞來形容極端、不理性的族群。該詞語在新聞報導亦得到廣泛使用。有研究指出，與中間偏綠的立場相比，韓粉會展現藍營的政治傾向。「韓黑」和「假韓粉」常用來代稱反對韓國瑜的人。

## 人物組成
有研究指出，韓粉核心的粉絲以中年、老年反綠營為主，但2023總統民調街坊中，可以意外的看出，有部分年輕韓粉也隱藏在大學校園中，同時大多數韓粉也是中國國民黨的鐵藍軍公教支持者。
韓國瑜的核心幕僚觀察稱，韓國瑜發言直率，因此吸引了很多社會底層的草根階級，主要原因為不滿年金改革政策。

## 影響
韓粉一詞在兩岸三地的日常生活以及新聞報導得到廣泛使用。

### 貶義詞
有台灣學生流行在校園使用「你很韓國瑜欸！」、「韓粉4ni」和「你484韓粉」來罵人，令「韓粉」成為一個罵人新用語，而YouTube上亦都出現一些與韓粉相關的幽默影片。

### 鋼鐵韓粉
韓國瑜擔任高雄市長期間的中華民國總統兼民主進步黨主席蔡英文稱，政治人物網路上80％的支持者聲量，有20%是由「鋼鐵韓粉」製造出來的，她還呼籲如何讓黨內支持者能有像「鋼鐵韓粉」的熱情，如今是一種網路迷因。

### 新文化基金會教支持者假扮韓粉
2020年1月韓國瑜競選辦公室總發言人王淺秋指出，新文化基金會在臉書教學「如何打出像韓粉留言反串文」的「假扮韓粉教戰守則」步驟教學，污名化韓國瑜與支持者的形象。新文化基金會隨後控告王淺秋並求償百萬，2020年8月，台北地院認為，基金會臉書確實有相關圖文，王的言論內容基於公益，屬可受公評公事，判她勝訴免賠，可上訴。

## 爭議
2019年9月21日，潘姓網友到時任高雄市市長韓國瑜的Facebook發文，發出萬金聖母聖殿內被韓粉踩壞椅子的相片，怒批聖殿是一個神聖的地方需要安靜，竟然在裡面大吵大鬧、爬窗戶、站在椅子上還把椅子踩壞，這座聖殿是古蹟，此行為已經是破壞公物。對此，萬金聖母聖殿神父李漢民表示，聖殿立場是沒有政治色彩，任何人來都相當歡迎，這次韓國瑜參訪行程，確實感受到民眾熱情，但李漢民認為宗教力量就是要穩定、安定人心，因此不希望小小事件再引起爭端。

## 代表人物

### 挺韓五虎將
「貼紙哥」黃建豪、「強強滾」張銘誌、「文山伯」張文山、「杏仁哥」吳育全、前高雄市鳥松里里長陳清茂，從韓國瑜2018年競選高雄市長時起一路力挺，被稱作「挺韓五虎將」。

### 凍未條姊
新竹縣「凍未條姊」（林育慈） 誇張的表情和搖臂尖叫的手勢，不斷地喊出「凍未條」（臺語：擋袂牢，臺羅：tòng bē tiâu，受不了），她舉起手臂，大聲喊叫直到她喘不過氣來，超級誇張的表情使她在網路上散發爆紅，接連有人模仿其片段，引起了正面和負面的評論，但她本人不在乎被批評。

### 琼瑶
2018年，國民黨籍韓國瑜贏得高雄市長選舉後，瓊瑤發表《寫給韓國瑜的話》一文誇讚韓國瑜並自稱「韓粉」，隨後瓊瑤應邀成為高雄市愛情產業鏈總顧問。2020年得知韓國瑜參選後，再度發表長文誇讚韓國瑜，稱之為自「英雄」，韓國瑜敗選之後又發文稱「庶民雖然有淚，英雄屹立不倒，椎心痛過之後，祈願傷痕會好。」
民運人士王丹表示不喜歡瓊瑤晚年的政治立場，同時呼籲尊重其他人悼念或是不悼念的立場，並且指出「這個世界上，不是一切，都要以政治正確與否來衡量」。

### 歷史哥

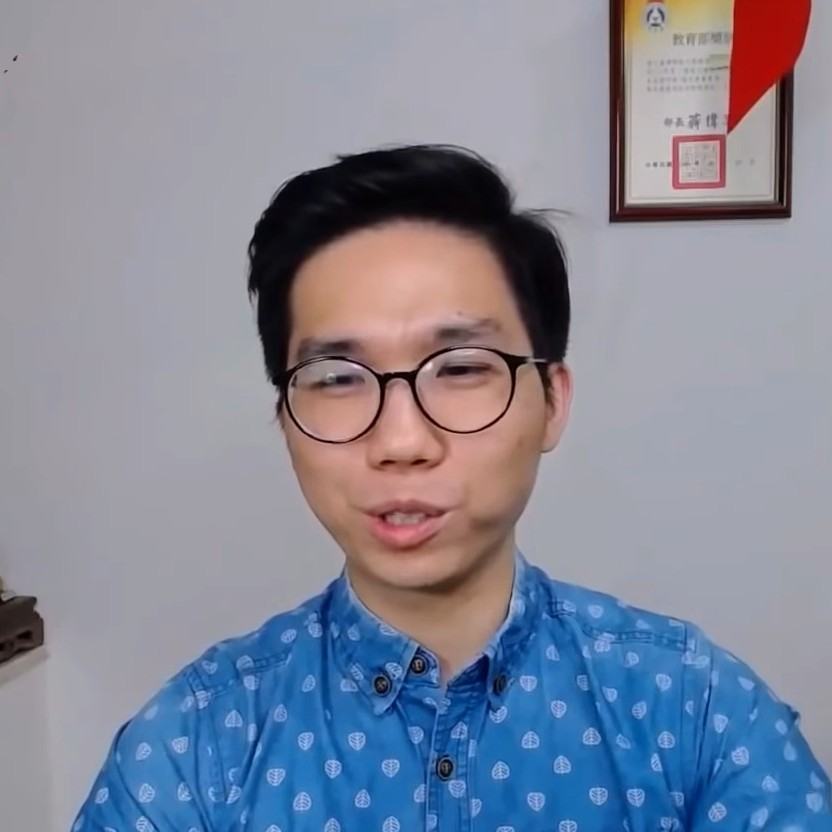
「歷史哥」李易修開直播

李易修，台灣高雄人。知名「韓粉」YouTuber、時事評論員、中廣新聞網《歷史易起Show》主持人、香港鳳凰衛視《台灣板凳寬》主持人。國立台灣師範大學歷史系碩士畢業，碩士論文《美京中華會館研究（1951-2000）》獲「僑務委員會華僑事務研究碩博士論文獎」。2019年起，在YouTube平台直播、製作時政評論內容，網名「歷史哥」，曾位列台灣YouTuber聊天頻道贊助排行榜第三。深綠家庭出身，2016年曾投票給蔡英文加時代力量，後來成為「韓家軍」主要成員。國民黨側翼「打狗英雄聯盟」成員之一。「打狗讚文化協會」發起人，該組織在2020年6月韓國瑜被罷免後主辦了「道別音樂會」，引起一定爭議。2021年11月，他在接受中國大陸深圳衛視《關鍵洞察力》採訪時聲稱，自己的維基百科詞條“被民進黨操作刪除”。2022年1月31日，韓國瑜本人出現在歷史哥的YouTube拜年影片中。歷史哥影片的常邀嘉賓大多為大中華主義者，如李勝峰、張亞中、介文汲、吳啟訥、王立本等。2022年8月23日，在一場與百靈果News的對談中否認其「韓粉」身份。
2025年4月8月，歷史哥在直播時意外洩露了自己的搜尋紀錄，當中有“亂倫、內射和不斷做愛”等色情內容，並因此被八炯和其他網民嘲諷他是“亂倫哥”。

### 寒國人
张绍群（1990年9月19日—），网名寒国人，是台湾的街头艺人和YouTuber。以演奏爵士鼓为业，并在YouTube上上传时事评论视频作品。出生於臺北縣（今新北市），曾为演奏爵士鼓的街头艺人，后转型并开设YouTube频道，主要发布政治杂谈、采访和直播影片，并在6个月收获了16.7万粉丝。张绍群持反泛绿政治立场，除在YouTube發表影片表达政治见解外，还参加集会、静坐等政治活动，更曾受邀于电视台录制政论节目。通过发布视频，张绍群获得了大量與其持相同政见者的关注和支持，但也自稱受到民主进步党的政治迫害。

### 周文偉
犯下南加州教會槍擊案的周文偉，政治意識形態在2019年之後愈來愈激烈，雖然移居美國，周文偉對台灣政治關心備至，非常反對民進黨執政，他向朋友批評蔡英文將會讓台灣獨立，而年輕人都被洗腦成反共分子，不再可能兩岸統一。擔任2019年4月成立的反獨促統團體「美國拉斯維加斯中國和平統一促進會」理事，曾在台灣2020年總統選舉中表態支持韓國瑜。還在美國自稱「退休教授」（事實上只有兼任過講師身分），開記者會，高舉打油詩海報：「順勢速追擊，迅猛滅獨妖；知儂韓國瑜，飆選定奪標」，可說是堅定的韓粉。

### 陳揮文
媒體人陳揮文自從韓國瑜參選高雄市長，長期支持韓國瑜。2022年甚至在政論節目裡，鞠躬拜託韓粉不要投票給民眾黨新竹市長候選人高虹安 。因為高虹安曾在2020年總統大選期間為了郭台銘而批評韓國瑜團隊。不過高虹安最終仍在2022年九合一選舉擊敗民進黨候選人沈慧虹、國民黨候選人林耕仁，當選第8任新竹市長。